# Hiroyuki Takasaki
Hiroyuki Takasaki (高崎 寛之, Takasaki Hiroyuki) est un footballeur japonais né le 17 mars 1986. Il évolue au poste d'attaquant.

## Biographie
Avec le club des Kashima Antlers, il joue six matchs en Ligue des champions d'Asie, marquant deux buts.

## Palmarès
- Champion du Japon de D2 en 2012 avec le Ventforet Kōfu